# James Naylor Green
James Naylor Green é Professor da cátedra Carlos Manuel de Céspedes de História Moderna da América Latina e de História e Cultura do Brasil em Brown University.

## Formação e vida pessoal
Green nasceu em Baltimore, Maryland. Ele estudou em Earlham College de 1968–72 e se formou em Ciências Políticas e Alemão. Em 1992, ele se tornou mestre com honra em Estudos da América Latina pela Universidade do Estado da Califórnia, Los Angeles. Em 1996 ele recebeu seu doutorado em História da América Latina pela Universidade da Califórnia, Los Angeles, com foco em Brasil.

## Carreira
Após seu PhD em UCLA, Green lecionou História da América Latina por 8 anos na Universidade do Estado da Califórnia, Long Beach, antes de se mudar para Brown University em 2005. Ele foi o Diretor do Centro para Estudos da América Latina e Caribe de 2005-2007, e do Brown Watson Institute Brazil Initiative de 2013-2020.
Em 1992, Green co-fundou o que é hoje o Setorial de Estudos da Sexualidade da Associação de Estudos Latino Americanos (LASA) e foi seu primeiro coordenador. Ele foi Presidente (2002-04) e Secretário Executivo (2015-20) da Associação de Estudos Brasileiros (BRASA), e Presidente do Conselho da Nova Inglaterra para Estudos da América Latina (2008–09).
Ele recebeu bolsas do Fundo Nacional para as Humanidades, da Sociedade Filosófica Americana, e da American Society of Learned Society. Green foi Professor Visitante pela Fundação Fulbright na Universidade Federal do Rio de Janeiro em 2000 e Distinto Professor Visitante no Instituto de Relações Internacionais da Universidade de São Paulo em 2022.
Green criou o Projeto Abrindo os Arquivos em Brown University. O projeto digitalizou, indexou, e tornou públicos na internet 50.000 documentos do governo americano sobre o Brasil produzidos durante a ditadura militar brasileira (1964–85).

## Ativismo Político
Enquanto adolescente, as influências do Quackerismo levaram Green a se tornar ativo no movimento anti-guerra do Vietnã. Em Maio de 1971 ele foi preso por participar de protestos não-violentos em frente a Casa Branca e aos escritórios do Sistema de Serviços Seletivos. O governo federal posteriormente removeu as acusações. Em 1973, ele se juntou a sete outros jovens Quakers e fundou uma comuna política na Filadélfia, que contava com uma sessão semanal de estudos sobre América Latina. No mesmo ano ele colaborou com o Comitê Contra a Repressão no Brasil para denunciar a tortura e outras violações de direitos humanos cometidos pela ditadura militar brasileira (1964-85), inclusive protestando em frente a Embaixada Brasileira em Washington, DC. Ele também foi ativo na Aliança Gay Ativista enquanto morava na Filadélfia de 1973-1974.
Após o golpe de estado no Chile no dia 11 de Setembro de 1973 que derrubou o presidente democraticamente eleito Salvador Allende, Green co-fundou o Comitê de Emergência Chile na Filadélfia. Em 1974, ele se mudou para San Francisco, onde se juntou ao Comitê de San Francisco de Solidariedade com o Chile. Como membro da União 28 de Junho, um coletivo socialista gay, ele organizou em 1975 o evento Solidariedade Gay com a Resistência Chilena, que contou com a participação de 300 membros da comunidade gay de San Francisco.
Entre 1976 e 1981, Green morou em São Paulo, Brasil, onde ensinou inglês enquanto estudava Ciências Políticas na [[Universidade de São Paulo][. Ele se envolveu na resistência a ditadura militar como membro da Convergência Socialista e como membro fundador e líder da ala de esquerda do Somos: Grupo de Afirmação Homossexual, a primeira organização LGBT politizada do Brasil.
Quando retornou aos Estados Unidos em 1982, Green morou em Los Angeles aonde foi um ativista comunitário na comunidade imigrante latino americana, e servidor social bilíngue para o Condado de Los Angeles. Ele foi ativo no Sindicato Internacional dos Empregados de Serviços, Local 660, e co-fundou o Lavender Caucus para defender os direitos dos trabalhadores LGBTQ+, atuando como sem primeiro co-coordenador. Como membro do Partido Internacionalista dos Trabalhadores (Quarta Internacional) de 1982-90, ele editou o jornal Oposição da Classe Trabalhadora, e foi três vezes candidato ao Congresso americano pelo Partido Paz e Liberdade
Durante o processo de impeachment da Presidente Dilma Rousseff em 2016, Green se envolveu em campanhas internacionais criticando o processo, inclusive escrevendo uma carta aberta para o embaixador americano da Organização dos Estados Americanos que circulou vastamente no Brasil e foi posteriormente publicada na antologia do impeachment de Dilma.
Em Dezembro de 2018, Green co-fundou a Rede nos Estados Unidos pela Democracia no Brasil. Ele atualmente é Co-Coordenador Nacional da organização. Ele também co-fundou o Washington Brazil Office, e é o Presidente do seu Conselho de Diretores.

## Vida Pessoal
Green é casado com Moshe Sluhovsky, um professor de História da Europa na Universidade Hebraica de Jerusálem

## Obras Selecionadas
- Além do Carnaval: a homossexualidade masculina no Brasil do século XX (1999) [7][8][9][10]

Publicado pela Editora da UNESP com uma terceira versão expandida e revisada em português em 2022. Recebeu o prêmio Paul Monette-Roger Horwitz da Fundação Literária Lambda de melhor livro por um acadêmico emergente, e o Prêmio Hubert Herring de melhor livro sobre América Latina da Conselho da Costa do Pacífico para Estudos Latino Americanos. Em 2001, recebeu o Prêmio Literário Cidadania em Respeito à Diversidade dos organizadores da Parada Gay de São Paulo.
- Crítica por Barbara Weinstein em The Americas Vol. 59 (2003): 444–447.
"O estudo histórico de Green sobre relações sexuais entre homens no Brasil é genuinamente um trabalho pioneiro, merecedor desta designação não apenas por seu tópico relativamente inexplorado, mas também pela maneira e audaciosa com a qual o autor endereça o tópico da homossexualidade no Brasil do Século XX.
- Crítica por Richard Parker em The American Historical Review Vol. 107 (2002): 261–262.
"Green consegue escapar a simplificação exagerada, oferecendo novos insights sobre a luta por dignidade e reconhecimento em um contexto histórico e cultural que é caracterizado por suas diferentes mas também múltiplas formas de violência estrutural e opressão. Como todo encontro significativo com diferenças históricas e culturais, nós simultaneamente nos reconhecemos, ainda que de maneira sombria.
- Homossexualismo em São Paulo e outros escritos

Editado com Ronaldo Trindade e José Fábio Barbosa da Silva (São Paulo: Editora da UNESP, 2005). Recebeu o Prêmio Literário Cidadania em Respeito à Diversidade dos organizadores da Parada Gay de São Paulo em 2006.
- Frescos Trópicos: Fontes sobre a homossexualidade masculina no Brasil (1870-1980).

Com Ronald Pólito (Rio de Janeiro: José Olímpio, 2006). Este volume é uma coleção de documentos sobre a história da homossexualidade masculina no Rio de Janeiro e em São Paulo.
- América Latina Moderna' (2010)

Sétima edição 2010; Oitava ed. 2013, editado com Peter H. Smith e Thomas E. Skidmore (Oxford University Press), 9th ed. 20, 2010. 464 pp.
- Apesar de vocês: a oposição à ditadura militar nos Estados Unidos (2009) [11][12][13][14][15]

Publicado pela Companhia das Letras. Recebeu o prêmio Trabalho Literário de Mérito do Setorial de Brasil da Associação de Estudos Latinos Americanos em 2011.
- Crítica por Cliff Welch em Journal of Latin American Studies, Vol. 44 (2012), 173-175
" Enquanto essa crítica está sendo escrita, aqueles que se opõem à política americana para Honduras se inspiraram em Apesar de Vocês nos seus esforços para devolver ao presidente Manuel Zelaya os plenos poderes constitucionais que lhe foram retirados. É difícil pensar em outra obra similar, talvez os estudos do movimento abolicionista internacional no século dezenove.
- Crítica por Philip Chrimes em International Affairs (Royal Institute of International Affairs 1944-), Vol. 8 (2011), 1010-1011
" Uma obra de pesquisa bem escrita, robusta, diligente, que é uma contribuição maravilhosa para a literatura sobre um aspecto negligenciado das relações entre Brasil e Estado Unidos durante os 21 anos (1964-85) da dura ditadura militar.
- Um grito de uma mãe: memórias da política, tortura e prisão durante a ditadura militar brasileira (2010) [16][17][18][19][20]

Escrito por Lina Penna Sattamini, traduzido por Rex P. Nielson e James N. Green, com introdução de James N. Green e epílogo de Marcos S. P. Arruda (Duke University Press, 2010). Um registro em primeira pessoa da prisão e tortura de Marocs Arruda, militante de esquerda preso por sua oposição ao regime miltar.
- Crítica por Fiona Macaulay em History Workshop Journal Vol. 72 (2011), 275-282.
"Notável por sua estrutura epistolar me múltiplas vozes intercaladas com uma narrativa explicativa, consiste majoritariamente de cartas trocadas entre Lina, que trabalhava como intérprete em Washington DC para o Departamento de Estado Americano na época da prisão de seu filho, e a avó de Marcos.
- Crítica por Philip Evanson em The Americas, Vol. 69 (2013), 559-561.
"Uma história humana memorável e digestível geram uma fonte que ganha novas relevâncias desde sua publicação."
- Exile and the Politics of Exclusion in the Americas [Exílio e Políticas de Exclusão nas Américas] (2012)

Editado com Luis Roniger e Pablo Yankelevich (Sussex Academic Press, 2012).
- Quem é o macho que quer me matar?”: Homossexualidade masculina, masculinidade revolucionária e luta armada brasileira dos anos 1960 e 1970 Revista Anistia Política e Justiça de Transição n.08 (2012)[21], republicado em Escritos de um Viado Vermelho (Editora da Unesp, 2024)[22]. (Traduzido do original em inglês[23] por Marcelo Torelly).

Parte do primeiro Fórum Aberto HAHR. Recebeu o Prêmio Joseph T. Criscenti de Melhor Artigo do Conselho da Nova Inglaterra para Estudos Latino Americanos; o Prêmio Audre Lorde do Comitê para História Gay e Lésbica da Associação Histórica Americana de melhor artigo sobre história gay, bissexual, transgênero, e/ou lésbica, e o Prêmio Carlos Monsiváis Prize de Ciências Sociais do Setorial de Estudos da Sexualidade da Associação de Estudos Latino Americanos.
- Homossexualidades e a ditadura brasileira: Opressão, resistência e a busca da verdade (2014)

Editado com Renan Quinalha (Editora da Universidade Federal de São Carlos, 2014). É uma coleção de nove artigos que inclui o capítulo sobre homossexualidade e ditadura escrito pelos editores para o documento final da Comissão Nacional da Verdade. Recebeu o Prêmio Literário Cidadania em Respeito à Diversidade dos  organizadores da Parada Gay de São Paulo em 2015.
- História do movimento LGBT no Brasil

Editado com Renan H. Quinalha, Márcio Caetano, e Marcia Fernandes (São Paulo: Alameda Casa Editorial, 2018). Uma coleção de ensaios por acadêmicos estudiosos de Brasil e da comunidade LGBT.
- Revolucionario e Gay: A vida extraordinária de Herbert Daniel (2018) [25][26][27][28][29]

Biografia de um estudante de medicina, participante de guerrilhas, e ativista anti-AIDS. (Duke University Press)
- Crítica por Gustavo Gomes da Costa Santos em Journal of the History of Sexuality, Vol. 29 (2020), 290-292
“Aqueles interessados pelos conflitos, estratégias e dilemas da esquerda brasileira no que diz respeito ao regime militar encontrarão no livro de Green uma rica fonte de informação. Similarmente, aqueles que se interessam em entender os dilemas da politização da homossexualidade e a emergência do movimento homossexual no Brasil encontrarão uma análise original de um dos primeiros experimentos a articular uma agenda de diversidade sexual dentro da política partidária.
- Crítica por Kristal Bivona em Luso-Brazilian Review, Vol. 56 (2019), E6-E7
"A investigação história de Green permite que ele reconstrua muito de sua vida para pintar um retrato multidimensional de Daniel, que roubava bancos, fazia poesia sobre filmes, e ria de histórias em quadrinho triviais com seus parceiros revolucionários, tudo enquanto repreendia sua sexualidade e assumia um celibato doloroso como um jovem adulto que se tornou um autor prolífico e forte ativista pelos direitos LGBTQ.
- The Brazil Reader: History, Culture, and Politics (2019)

Segunda edição, com Victoria Langland e Lilia Moritz Schwarcz (Duke University Press). Uma coleção de 120 documentos e comentários sobre a história do Brasil.
- Brazil: Five Centuries of Change (2021)

Terceira edição, baseada nas edições anteriores por Thomas E. Skidmore, (Oxford University Press, 2021). História do Brasil do período colonial ao presente.
- Escritos de um Viado Vermelho (2024)

Editora da Unesp. Ensaios em que James N. Green se debruça sobre seus temas de pesquisa mais caros, a saber, o movimento LGBTQIA+ e o período da ditadura militar brasileira, sem se afastar do tom pessoal e da prosa fluida que lhe são característicos. Trata-se de uma obra que já nasce como referência para todos que estudam ou têm curiosidade sobre o tema.
- Crítica por Renan Quinalha, Revista 451.
"Em 1977, a figura do norte-americano James Green chamava a atenção entre as pessoas que ocupavam o Vale do Anhangabaú, no centro de São Paulo, num dos primeiros atos públicos contra o regime militar iniciado em 1964. Observado por um manifestante enquanto gritava em bom português 'Abaixo a ditadura', Green ouviu quando ele comentou: 'Até gringos querem o fim da ditadura'", escreve Renan Quinalha. "A história ilustra bem o início da trajetória política e intelectual do brasilianista, que chegou por aqui em agosto de 1976 planejando ficar por seis meses e acabou morando por seis anos. Jimmy ou Jim, como é conhecido, é 'um gringo que se apaixonou pelo Brasil” há quase cinquenta anos'."

## referências
1. ↑  «Brown University»
2. ↑  «Opening the Archives»
3. ↑  "Desire and Revolution: Socialists and the Brazilian Gay Liberation Movement in the 1970s.” In Human Rights and Transnational Solidarity in Cold War Latin America, ed. Jessica Stites Mor, 239-67 (University of Wisconsin Press, Critical Human Rights Series, 2013). Published in Portuguese as “‘Abaixo a repressão, mais amor e mais tesão’: uma memória sobre a ditadura e o movimento de gays e lésbicas de São Paulo na época da abertura,” Revista Acervo, 27:1 (Jan./June 2014): 53-82.
4. 1 2 3  Ibid.
5. ↑  “O Grupo SOMOS, a esquerda e a resistência à ditadura” [The Group SOMOS, the left, and resistance to the dictatorship], in Homossexualidades e a ditadura brasileira: Opressão, resistência e a busca da verdade [Homosexuality and the Brazilian Dictatorship: Oppression, Resistance, and the Search for Truth], eds. James N. Green and Renan H. Quinalha, 177-200. (Editora da Universidade Federal de São Carlos, 2014).
6. ↑  “Carta Aberta ao Embaixador Michael Fitzpatrick,” [Open Letter to Ambassador Michael Fitzpatrick] eds. Hebe Mattos, Tânia Bessone e Beatriz G. Mamigonian, 173-80. In Historiadores pela Democracia: o golpe de 2016 e a força do passado (São Paulo: Alameda Editorial, 2016).
7. ↑  Klein, Charles (2003). «Review of "Beyond Carnival: Male Homosexuality in Twentieth-Century Brazil by James N. Green"». Canadian Journal of Latin American and Caribbean Studies. 28: 315–317
8. ↑  Besse, Susan (2001). «Review of 'Beyond Carnival: Male Homosexuality in Twentieth-Century Brazil,' by James N. Green». Journal of Social History. 35: 470–471. doi:10.1353/jsh.2001.0112
9. ↑  Weinstein, Barbara (2003). «Reviewed Work(s): Beyond Carnival: Male Homosexuality in Twentieth-Century Brazil by James N. Green». The Americas. 59: 444–447. doi:10.1353/tam.2003.0031
10. ↑  Parker, Richard (2002). «Reviewed Work(s): Beyond Carnival: Male Homosexuality in Twentieth-Century Brazil by James N. Green». The American Historical Review. 107: 261–262. doi:10.1086/532218
11. ↑  Streeter, Stephen M. (1 de junho de 2011). «We Cannot Remain Silent: Opposition to the Brazilian Military Dictatorship in the United States». Journal of American History (em inglês). 98 (1): 266–267. ISSN 0021-8723. doi:10.1093/jahist/jar159
12. ↑  Becker, Marc (8 de março de 2012). «We Cannot Remain Silent: Opposition to the Brazilian Military Dictatorship in the United States». Peace & Change (em inglês). 37 (2): 326–328. ISSN 0149-0508. doi:10.1111/j.1468-0130.2011.00750.x
13. ↑  Brysk, Alison (2 de novembro de 2011). «We Cannot Remain Silent: Opposition to the Brazilian Military Dictatorship in the United States (review)». Human Rights Quarterly (em inglês). 33 (4): 1182–1185. ISSN 1085-794X. doi:10.1353/hrq.2011.0053
14. ↑  Santhiago, Ricardo (8 de abril de 2012). «We Cannot Remain Silent: Opposition to the Brazilian Military Dictatorship in the United States (review)». Oral History Review (em inglês). 39 (1): 165–167. ISSN 1533-8592. doi:10.1093/ohr/ohs011
15. ↑  Hendricks, Craig (2020). «Reviewed Work(s): We Cannot Remain Silent: Opposition to the Brazilian Military Dictatorship in the United States». The History Teacher. 45: 303–304
16. ↑  Evanson, Philip (2013). «Reviewed Work(s): A Mother's Cry: A Memoir of Politics, Prison, and Torture under the Brazilian Military Dictatorship». The Americas. 69: 559–561. doi:10.1353/tam.2013.0000
17. ↑  Patai, Daphne (2012). «Reviewed Work(s): A Mother's Cry: A Memoir of Politics, Prison, and Torture under the Brazilian Military Dictatorship». The Hispanic American Review. doi:10.1215/00182168-1545944
18. ↑  Maier, Linda S. (2012). «Reviewed Work(s): A Mother's Cry: A Memoir of Politics, Prison, and Torture under the Brazilian Military Dictatorship». Bulletin of Latin American Studies. doi:10.1111/j.1470-9856.2012.00749.x
19. ↑  Macaulay, Fiona (2011). «Reviewed Work(s): A Mother's Cry: A Memoir of Politics, Prison, and Torture under the Brazilian Military Dictatorship». History Workshop Journals. 72: 275–282. doi:10.1093/hwj/dbr051
20. ↑  DiVanna, Isabel (2011). «Reviewed Work(s): A Mother's Cry: A Memoir of Politics, Prison, and Torture under the Brazilian Military Dictatorship». Canadian Journal of History
21. ↑  «‪Quem é o macho que quer me matar? Homossexualidade masculina, masculinidade revolucionária e luta armada brasileira dos anos 1960 e 1970‬». scholar.google.com. Consultado em 7 de julho de 2024
22. ↑  «'Revista 451' resenha 'Escritos de um viado vermelho'». Editora Unesp. Consultado em 7 de julho de 2024
23. ↑  Green, James (2012). «Who is the Macho Who Wants to Kill Me?": Male Homosexuality, Revolutionary Masculinity, and the Brazilian Armed Struggle of the 1960s and 70s». Hispanic American Historical Review. 92 (3): 437–469. doi:10.1215/00182168-1600288
24. ↑  Green, James (2012). «Quem é o macho que quer me matar?": Homossexualidade masculina, masculinidade revolucionária e luta armada brasileira dos anos 1960 e 1970». Revista Anistia Política e Justiça de Transição. 8: 58–93
25. ↑  da Costa Santos, Gustavo Gomes (2020). «Exile Within Exiles: Herbert Daniel, Gay Brazilian Revolutionary (Review)». Journal of the History of Sexuality. 29: 290–292
26. ↑  Cowan, Benjamin (2020). «Exile Within Exiles: Herbert Daniel, Gay Brazilian Revolutionary (Review)». The Hispanic American Review. doi:10.1215/00182168-7993463
27. ↑  Wolfe, Joel (2020). «Exile Within Exiles: Herbert Daniel, Gay Brazilian Revolutionary (Review)». Bulletin of Latin American Research
28. ↑  Bivona, Krystal (2019). «Exile Within Exiles: Herbert Daniel, Gay Brazilian Revolutionary (Review)». Luso-Brazilian Review. 56: E6–E7. doi:10.3368/lbr.56.2.E6
29. ↑  Siqueira Pereira, Joao Lenon (2019). «An Impassioned Biographical Writing». Estudos Feministas. 27: 1–4
30. ↑  «'Revista 451' resenha 'Escritos de um viado vermelho'». Editora Unesp. Consultado em 7 de julho de 2024